# 甘露 (昆虫学)

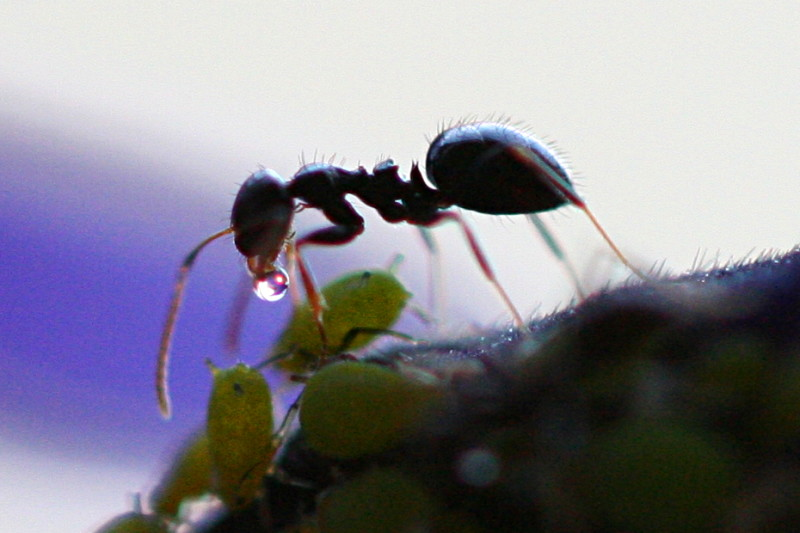
アリに甘露を与えるアブラムシは、相利共生の例である。

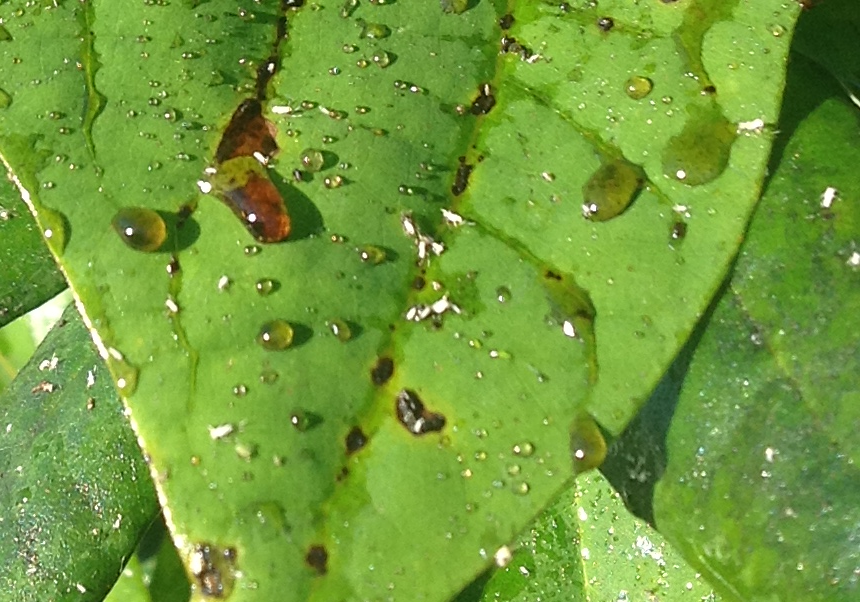
葉に落ちた甘露

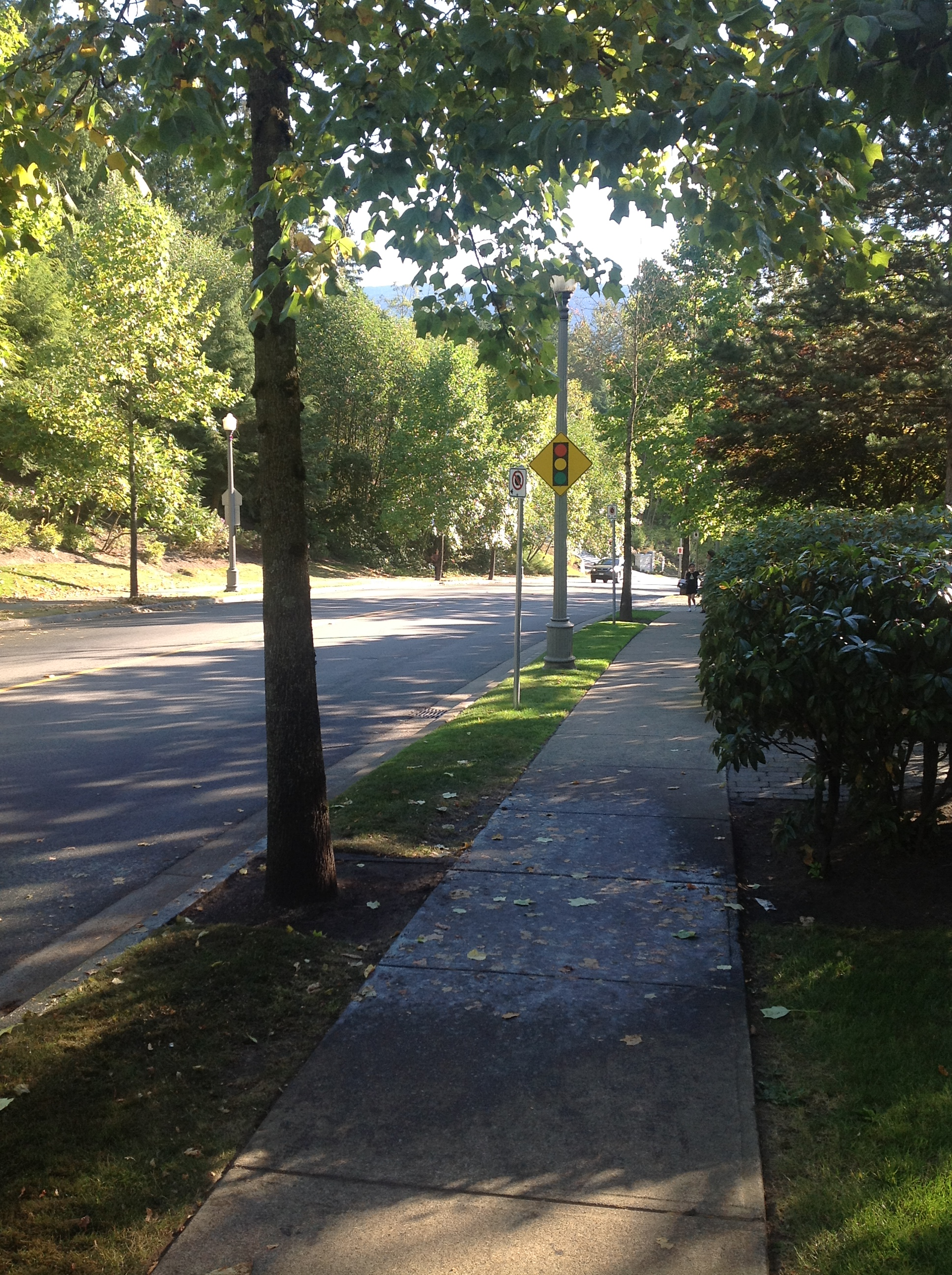
木の下に溜まった甘露

甘露（Honeydew）は、植物の樹液を食べるアブラムシやカイガラムシが分泌する、糖の多いねばねばした液体である。口器が師部を貫くと、糖が多く高圧の液体がアブラムシの尻部から出てくる。甘露は、特にカメムシ目の分泌物では一般的なもので、しばしば栄養共生の基礎になる。シジミチョウ科の幼虫やある種のガも甘露を生産する。甘露は、庭の制作者にとって悩みの種である煤病菌の原因になりうる。また、木の下に駐車した自動車に落下し、ガラスや車体を汚すことがある。また、特に麦角菌等の菌類も分泌する。
ある種の鳥、ハチ、ハリナシミツバチ、ミツバチ等は甘露を集め、暗い色の蜂蜜（甘露蜂蜜、甘露蜜）を作る。ヨーロッパやアジアの一部では、その薬効が珍重されている。日本の小笠原諸島独特の「島蜂蜜」も甘露蜂蜜である。
真社会性のハチであるParachartergus fraternus,は、甘露を集めて幼虫に与える。アメリカ合衆国カリフォルニア州では、40を超える種で甘露の利用が記録されている。
アリは、アブラムシ等から直接、甘露を集めることができる。これは、テントウムシや寄生バチ等の捕食者を追い払うのに役立っている。アリと成熟した共生関係を持つ動物や植物をアリ媒と呼ぶ。
マダガスカルでは、ヒルヤモリ属やマルメヤモリ属のヤモリが、木の幹にとまったアオバハゴロモ科のウンカに下から近づき、点頭行動により、甘露の分泌を誘発する。ウンカは腹部を上げ、ヤモリの鼻口部のすぐ近くに甘露の滴を分泌する。

## 神話
北欧神話では、ユグドラシルから地球に露が落ちるとされ、スノッリのエッダの話の一つである『ギュルヴィたぶらかし』では、「これが人々が甘露と呼ぶものであり、ハチが栄養を取るものである」と書かれている。
ギリシャ神話では、マンナノキから滴る「蜂蜜」によって、クレータ島でメリアスが幼いゼウスを育てたとされる。
サミュエル・テイラー・コールリッジの『クーブラ・カーン』では、最後の行で甘露が言及されている。
And all who heard should see them there,
And all should cry, Beware! Beware!
His flashing eyes, his floating hair!
Weave a circle round him thrice,
And close your eyes with holy dread,
For he on honey-dew hath fed,
And drunk the milk of Paradise.
ヘブライ語の聖書では、エクソダスの後にイスラエルが砂漠をさまよっている間、奇跡的にマナという物質を与えられたが、これが甘露であるとされることがある。『出エジプト記』16：31では、「コリアンダーの種に似て白く、味は蜂蜜で作ったウェハースのようだった」と書かれている。